# داگمار سالن
داگمار سالن (انگلیسی: Dagmar Salén؛ ۲۲ مه ۱۹۰۱ – ۲۰ دسامبر ۱۹۸۰ (aged 79)) قایقران قایق بادبانی اهل سوئد بود.